# نریمان قشلاق
نریمان قشلاق، روستایی از توابع بخش افشار شهرستان خدابنده در استان زنجان ایران است.

## جمعیت
این روستا در دهستان شیوانات قرار دارد و براساس سرشماری مرکز آمار ایران در سال ۱۳۸۵، جمعیت آن ۳۲۹ نفر (۷۶خانوار) بوده‌است.